# Custura, Cluj
Custura (maghiară Dumbráva) este un sat în comuna Cășeiu din județul Cluj, Transilvania, România.